# Hapoel Hatzair
Hapoel Hatzair („Tânărul muncitor”) a fost un partid sionist care a fost activ în Palestina din 1905 până în 1930. El a fost fondat de A. D. Gordon, Yosef Ahronowitz, Yosef Sprinzak și a avut o orientare non-marxistă, sionistă și socialistă. Potrivit convingerilor lui A. D. Gordon, Hapoel Hatzair era un grup antimilitarist și foarte pacifist și a căutat să întemeieze un cămin evreiesc în Palestina prin obținerea de muncă și terenuri.

## Formare și dezvoltare
Hapoel Hatzair a fost fondat în 1905 de zece membri ai celui de-al doilea val de imigranți evrei în Palestina, care a venit între 1904 și 1914. Noii imigranți au căutat să organizeze un stat socialist evreiesc în Palestina și au format două grupuri pentru a realiza acest deziderat: Poale Zion (Muncitorii Sionului) și Hapoel Hatzair. Prin 1906, Hapoel Hatzair a crescut la 90 de membri. În 1907, el a fondat un ziar cu același nume. Prin 1910, grupul a crescut, deși nu a ajuns să aibă un număr foarte mare de membri. Cele două grupuri aveau atunci împreună abia 500 de membri. Hapoel Hatzair și-a asumat angajamentul de a practica o politică sionistă și de a cumpăra pământ pe care să fie înființate noi comunități agricole evreiești. Hapoel Hatzair a cumpărat terenuri de la proprietarii arabi prin Fondul Național Evreiesc în conformitate cu principiile socialiste.

## Concurența cu Ahdut Ha'Avoda
Când a fost înființat în 1919 partidul politic Ahdut HaAvoda, Hapoel Hatzair a decis să nu i se alăture, deși unii membri au decis individual să facă acest lucru. Liderii Hapoel Hatzair au simțit că noua organizație, care avea puternice ambiții politice, ar domina orice grup unit și n-au vrut ca aceasta să compromită rolul asumat de Hapoel Hatzair ca reprezentant al muncitorilor. Hotărând să nu se alăture partidului Ahdut HaAvoda, Hapoel Hatzair a fost forțată să pătrundă mai puternic în mediul urban și să-și câștige adepți în rândul muncitorilor din orașe. Deși avea numeroși membri în rândul lucrătorilor agricoli, Hapoel Hatzair avea o prezență slabă în centrele urbane; cu toate acestea, ea a avut susținători în rândul scriitorilor, profesorilor și altor intelectuali, ceea ce, deși nu a ajutat-o prea mult în plan politic, i-a adus un prestigiu mai mare.
De-a lungul timpului, membrii Hapoel Hatzair și Ahdut HaAvoda au înțeles că desfășurau activități similare. Ambele grupuri funcționau ca organizații sindicale și ca partide politice, dar aveau asociații de ajutor reciproc, cluburi culturale și sociale și fonduri de asigurări de sănătate separate. În 1920 s-a sugerat pentru prima dată unirea celor două organizații. Acest lucru a dus la formarea Histadrut, singura confederație sindicală evreiască care reprezenta interesele muncitorilor. În ciuda faptului că cele două partide erau reprezentate în Histadrut, ele au continuat să lupte între ele pentru a obține un rol dominant în cadrul confederației. În primele alegeri în 1924, Hapoel Hatzair a câștigat 27 de locuri, clasându-se pe locul al doilea după Ahdut HaAvoda, care a obținut 38 de locuri. În timp ce Ahdut HaAvoda avea mai mulți membri, Hapoel Hatzair era mai puternic în plan politic. În 1921 Yosef Sprinzak din Hapoel Hatzair a fost primul membru al mișcării muncitorești care a fost ales în conducerea executivă a organizației sioniste mondiale.

## Partidul Mapai
Pe la sfârșitul anilor 1920, Ahdut HaAvoda, cu ajutorul lui David Ben-Gurion, a obținut controlul asupra Histadrut-ului. Problemele economice de la sfârșitul anilor 1920 au determinat Histadrut-ul să efectueze o presiune intensă asupra companiilor evreiești care au angajat arabi. Mulți evrei au privit acest lucru ca o amenințare la adresa nivelului lor de trai. Histadrut s-a confruntat astfel cu o opoziție și Ben-Gurion a înțeles că un Histadrut unit ar fi mult mai puternic în lupta cu opoziția. Astfel, el a unit Ahdut HaAvoda și Hapoel Hatzair în decembrie 1930 și a întemeiat partidul Mapai, ceea ce a reprezentat sfârșitul partidului Hapoel Hatzair. Unul dintre conducătorii Hapoel Hatzair care a ajuns în conducerea Mapai a fost Haim Arlosoroff.

## Organizația de femei
Conducătoarele organizației de femei a partidului Hapoel Hatzair s-au numărat printre liderii mișcării feministe evreiești. În timp ce singurele delegate femei în primul Histadrut au fost membrele organizației Ahdut HaAvoda, activistele din partidul Hapoel Hatzair, Ada Fishman-Maimon și Yael Gordon, au putut să participe doar în calitate de invitate. În timp ce se afla acolo, Ada Maimon, care milita pentru acordarea dreptului de vot pentru femei în instituțiile evreiești, a afirmat că niciun delegat în Histadrut nu a fost ales de către muncitoarele evreice și că, prin urmare, nu le reprezintă pe aceste femei. După ce a obținut sprijinul principalelor partide, inclusiv al Hapoel Hatzair, ea și-a consolidat poziția în cadrul Histadrut și două locuri au fost rezervate atunci pentru delegatele alese de către muncitoarele evreice.

## În plan internațional
În martie 1920, la congresul de la Praga, Uniunea Mondială a Hapoel Hatzair și Tzeirei Sion au format Hitahdut Olamit (cunoscut sub numele de Hitahdut). În 1926, la cel de-al treilea congres organizat la Berlin, numele acestuia a fost schimbat în Partidul Sionist Mondial al Muncii (Hitahdut). Mișcarea sa de tineret a fost numită Gordonia, după A. D. Gordon. În 1932 Hitahdut a fuzionat cu Poale Zion și s-a întemeiat Ihud Olami, Uniunea Mondială a Sioniștilor Socialiști.